# Khủng hoảng truyền thông xã hội
Khủng hoảng truyền thông xã hội là một sự kiện đột phá và bất ngờ có nguy cơ gây tổn hại cho tổ chức hoặc các bên liên quan được khơi mào trên các phương tiện truyền thông đại chúng hoặc mạng xã hội . Việc các doanh nghiệp quản lý khủng hoảng truyền thông được xem như quá trình quan trọng nhất trong quan hệ công chúng .
Ba yếu tố chung cho một cuộc khủng hoảng: (a) mối đe dọa đối với tổ chức, (b) yếu tố bất ngờ và (c) thời gian quyết định ngắn . Venette  lập luận rằng "khủng hoảng là một quá trình biến đổi trong đó hệ thống cũ không còn có thể được duy trì". Do đó, yếu tố thứ tư của khủng hoảng là sự cần thiết phải thay đổi. Nếu không cần thay đổi, sự kiện có thể được mô tả chính xác hơn là sự cố hoặc sự cố.
Trái ngược với quản lý rủi ro, bao gồm đánh giá các mối đe dọa tiềm ẩn và tìm ra cách tốt nhất để tránh các mối đe dọa đó, quản lý khủng hoảng truyền thông liên quan đến việc xử lý các mối đe dọa trên trước, trong và sau khi chúng xảy ra trên các phương tiện mạng xã hội và báo đài. Quá trình giải quyết khủng hoảng truyền thông đòi hỏi các yếu tố sau bao gồm các kỹ năng và kỹ thuật cần thiết để xác định, đánh giá, hiểu và đối phó với một tình huống nghiêm trọng, đặc biệt là từ khi nó bắt đầu đến khi quy trình phục hồi bắt đầu.

## Giới thiệu
Khủng hoảng truyền thông xã hội hay khủng hoảng truyền thông là bất kì một chuyện xấu gì xảy đến với doanh nghiệp hoặc tổ chức được lan truyền rộng rãi trên mạng xã hội truyền thông, làm ảnh hưởng đến danh tiếng từ đó ảnh hưởng đến kết quả hoạt động, kinh doanh của các đối tượng bị khủng hoảng tác động đến.
Khủng hoảng truyền thông thường kéo theo các cảm xúc tiêu cực không cần thiết mà hệ quả mang lại rất nặng nề:
- Làm lu mờ phán đoán chính xác.
- Tổn hại đến các đối tác của tổ chức bị khủng hoảng.
- Có tính lan truyền cao.

Tính chính trực và danh tiếng của công ty cũng sẽ bị ảnh hưởng rõ nét phụ thuộc vào hành động của họ. Việc giải quyết kịp thời các khủng hoảng truyền thông là một bài toán khó của mọi ban ngành tổ chức. Khi gặp phải khủng hoảng, các cấp lãnh đạo, phòng ban nên có sự đối thoại nhanh chóng, rõ ràng để từ đó có thể giải quyết hiệu quả khủng hoảng, đặc biệt là khủng hoảng truyền thông xã hội .
Các ngành nghề dễ bị ảnh hưởng bởi khủng hoảng có thể kể đến thương mại điện tử, mạng xã hội, ngành thời trang,...

## Các loại khủng hoảng truyền thông
Có các loại xung đột chủ yếu sau đây 

### Xung đột lợi ích
Một nhóm các cá nhân hoặc nhóm có mâu thuẫn với các tập đoàn về những lợi ích nhất định từ đó dẫn đến các hoạt động chống phá để mang lợi ích về phe mình. Các hoạt động chủ yếu của xung đột này là tẩy chay
Ví dụ: Tẩy chay sản phẩm Nike, tẩy chay sản phẩm sữa Trung Quốc.

### Cạnh tranh không công bằng
Công ty hoặc tổ chức đối thủ có các động thái vượt ngoài khuôn khổ pháp luật nhằm chống phá, bôi nhọ, hạ nhục danh tiếng của công ty kia. Tuy các hoạt động này đã được giới hạn nhưng vẫn còn đó mà cụ thể là hành động bắt nạt trên mạng.

### "Một con sâu làm rầu nồi canh"
Một cá nhân đại diện trong công ty, tổ chức có hành vi phạm tội, gây rúng động trong cộng đồng, khiến cộng đồng mất niềm tin và quay lưng với tổ chức.
Ví dụ: Facebook đăng tải thông tin nóng và tài xế Grab giết người cướp của.

### Khủng hoảng liên đới
Đối tác của công ty mình bị vướng vào vòng lao lý, từ đấy có một số tin đồn thất thiệt trên mạng xã hội nhắm vào làm bôi nhọ danh tiếng công ty khi đánh đồng công ty với những việc làm sai trái của đối tác.

### Khủng hoảng tự sinh
Các hoạt động truyền thông, sản phẩm hay dịch vụ vô tình có những lỗi hoặc phốt dẫn đến sự bất bình và lan truyền rộng rãi. Đây là lý do thường xuyên và phổ biến trong các doanh nghiệp.
Ví dụ: vụ chai nước có ruồi của công ty Tân Hiệp Phát.

### Khủng hoảng chồng khủng hoảng
Là khi công ty, tổ chức xử lý truyền thông không khéo, không có thái độ thành khẩn sửa chữa lỗi lầm dẫn đến sự phẫn nộ sâu sắc hơn từ cộng đồng. Khủng hoảng này thường xảy ra khi công ty không có một chiến lược giải quyết khủng hoảng quy củ, cẩn thận.

## Các cấp độ khủng hoảng truyền thông xã hội
Cấp độ khủng hoảng bao gồm những cấp sau:
- Khủng hoảng âm ỉ;
- Khủng hoảng bất chợt;
- Khủng hoảng đa kênh.

### Khủng hoảng âm ỉ
- Là những khủng hoảng hay vấn đề một nhóm người đã có với công ty, tổ chức nhưng những vấn đề này quá nhỏ hoặc nó chưa đủ sức lan truyền rộng ra cộng đồng. Nhưng càng về lâu về dài, những vấn đề lớn dần và phát sinh khủng hoảng rộng lớn. Khi khủng hoảng phát sinh, doanh nghiệp rất khó giải quyết vì sự chậm trễ trong thay đổi không mang lại giá trị tích cực đến khách hàng. Khi phát sinh các nguy cơ âm ỉ, doanh nghiệp nên có sự đánh giá suy xét từ đó chặn đứng các nguy cơ có thể có.

### Khủng hoảng bất chợt
Là những khủng hoảng bất chợt xuất hiện mà không có cảnh báo hay dự đoán như một chai nước bị kém chất lượng hay nhân viên phạm tội, những khủng hoảng này lỗi không hoàn toàn do công ty và cách giải quyết nên là thành thật xin lỗi, giải quyết hậu quả bằng tất cả khả năng.

### Khủng hoảng đa kênh
Khủng hoảng đa kênh (Omni-channel) chứa nhiều khả năng gây hại nhất vì nó thu hút sự chú ý của nhiều kênh truyền thông. Nếu một thương hiệu đang đối phó với một tình huống cực đoan, chẳng hạn như cáo buộc quấy rối nơi làm việc, thu hồi sản phẩm hoặc các hành vi không phù hợp tại công ty, thì nó có thể phải đón nhận phản hồi tiêu cực trên phương tiện truyền thông xã hội và trên các phương tiện truyền thông truyền thống.
Chuẩn bị đối phó bằng cách có một kế hoạch quản lý khủng hoảng mạnh mẽ thường xuyên được áp dụng và cập nhật. Trong những tình huống như thế này, một phản ứng nhanh chóng và xác thực có thể tạo ra sự khác biệt lớn. Đảm bảo rằng tất cả các tin nhắn được đăng không chỉ trên trang web của công ty mà còn trên bất kỳ kênh xã hội nào đang nhận được phản hồi tiêu cực. Và mặc dù tính nhất quán trong thông điệp của công ty là chìa khóa, từ ngữ nên được chau chuốt để thể hiện thái độ chân thành.

## Mô hình giải quyết khủng hoảng

### Nhanh chóng đánh giá vấn đề gây khủng hoảng[10]
Điều đầu tiên khi có những dấu hiệu khủng hoảng truyền thông là lập tức chúng ta phải tiếp cận và đánh giá vấn đề trong thời gian ngắn nhất. Trong đó, đặt ra các câu hỏi là một cách hiệu quả để nhìn nhận vấn đề một cách trực quan nhất.
Vấn đề này có ảnh hưởng đến uy tín và danh tiếng của tổ chức, doanh nghiệp? Nó có ảnh hưởng đến bộ máy cấp cao hay không? Mức độ nghiêm trọng của vấn đề truyền thông nằm mà doanh nghiệp bạn đang gặp phải nằm ở khoảng nào ?

### Phản hồi với các đối tác, khách hàng
Sau khi đã xác định được vấn đề chính gây khủng hoảng, việc tiếp theo mà bạn và doanh nghiệp của mình cần làm đó là nhanh chóng phản hồi lại các câu hỏi, thắc mắc của khách hàng.
Thực tế, tốc độ phản hồi khách thực sự rất quan trọng khi khủng hoảng truyền thông xảy ra. Sự im lặng và thụ động sẽ biến mọi tình huống trở nên tệ hại hơn và nhận được nhiều sự giận dữ hơn. Hãy luôn trong tư thế sẵn sàng nhận các phàn nàn từ phía các đối tác, khách hàng và phản hồi ngay lập tức. Nếu bạn chưa thể có câu trả lời ngay, hãy ước tính một khoảng thời gian về phía khách hàng để họ cảm nhận rằng chúng ta thực sự quan tâm đến vấn đề họ đang mắc phải.
Quá trình này cần sự phối hợp nhịp nhàng của quy trình CRM và truyền thông tiếp thị  nhằm tác động đến cộng đồng một cách tốt nhất

### Có thái độ tích cực và trung thực
Chúng ta không nên che giấu và không rõ ràng với truyền thông, mạng xã hội khi có khủng hoảng truyền thông xảy ra. Lên tiếng trên mạng xã hội, đưa ra thông cáo, lời xin lỗi trình bày rõ ràng vấn đề chúng ta đang mắc phải và đưa ra phương hướng giải quyết chính là phương pháp để trấn an khách hàng, đối tác đồng thời nhận được sự thông cảm của dư luận.
CMO Will McInnes của Brand Watch từng nói: "Chiến dịch có thể sẽ sai. Các thông điệp được kiểm tra trong nhóm sẽ không hiệu quả. Nhân viên sẽ không hành động đúng. Nhưng người tiêu dùng sẽ chấp nhận lỗi lầm khi nhận được những phản hồi phù hợp."

### Xây dựng quy trình bài bản đề phòng khủng hoảng truyền thông
Cách tốt nhất để xử lý khủng hoảng truyền thông là tiêu diệt triệt để những lối mòn có thể dẫn đến khủng hoảng truyền thông trước khi nó xảy ra. Có những cách để ngăn chặn khủng hoảng truyền thông như:
- Xây dựng một đội ngũ thiết kế và quản lý web chuyên nghiệp để đăng tải và cập nhật thông tin kịp thời
- Kiểm soát chặt chẽ những thông tin phát tán trên mạng xã hội.
- Cẩn thận kiểm tra tất cả những sản phẩm truyền thông (viral videos, photos…) trước khi tạo chiến dịch truyền thông.
- Không nên quảng cáo quá xa vời thực tế, lố lăng về chất lượng doanh nghiệp.